# Baden-Württemberg (F222)
Baden-Württemberg (F222) je fregata Německého námořnictva, která byla uvedena do služby v roce 2019. Jedná se o první jednotku třídy Baden-Württemberg.

## Výzbroj

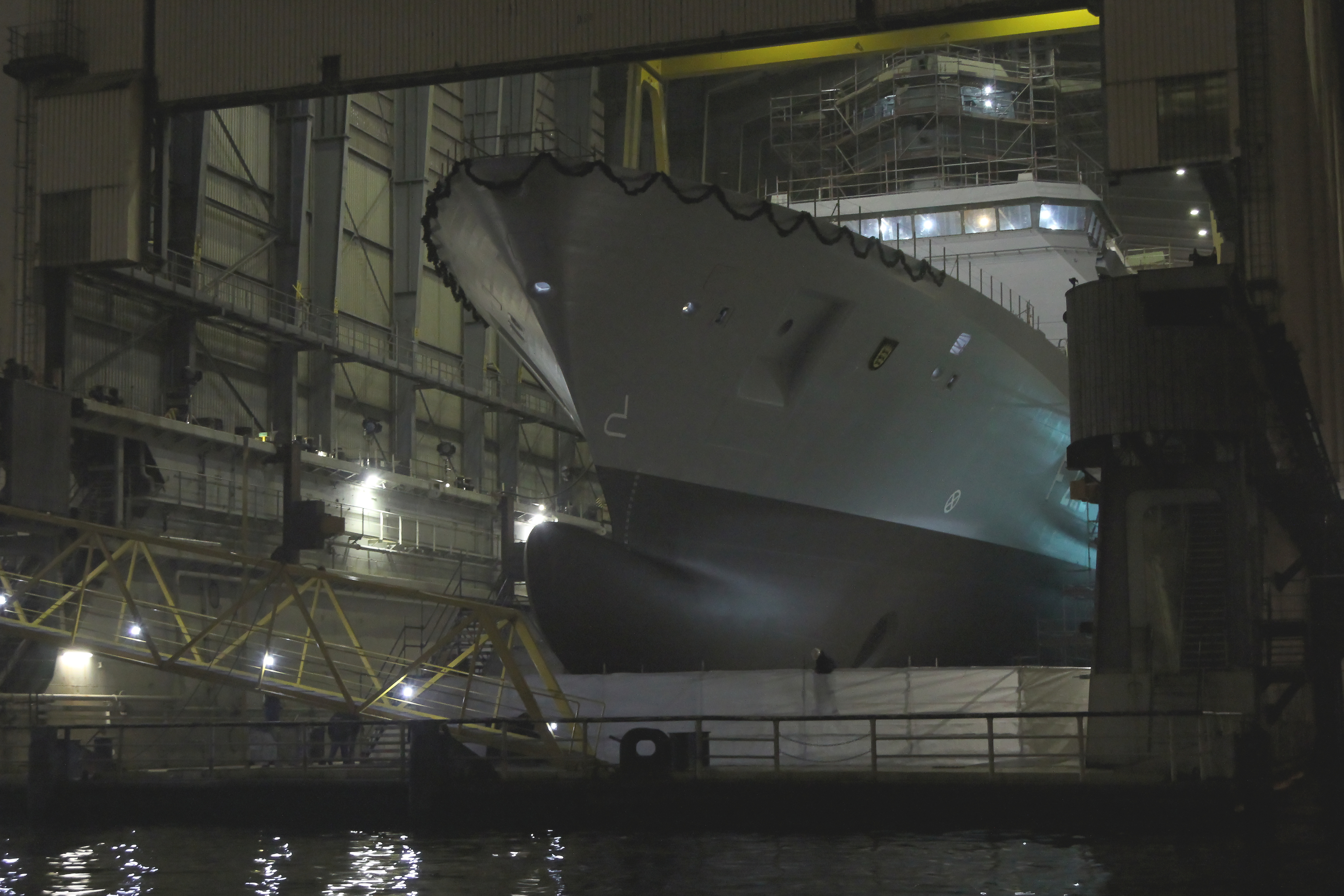
Baden-Württemberg během stavby

Baden-Württemberg je vyzbrojen jedním 127mm kanónem Otobreda, dvěma čtyřnásobnými odpalovacími zařízeními Mk 141 pro protilodní střely RGM-84 Harpoon, dvěma jednadvacetinásobnými raketovými systémy blízké obrany RIM-116 RAM, dvěma 27mm kanóny BK-27, pěti 12,7mm dálkově ovládanými zbraňovými systémy Hitrole, dvěma 12,7mm těžkými kulomety a vodními děly.